# Formula Aurora 1980
La stagione 1980 della Formula Aurora fu la terza del Campionato britannico di Formula 1 e venne vinta dal pilota spagnolo Emilio de Villota con una Williams FW07-Ford Cosworth, anche se in una gara utilizzò una Fittipaldi F5A-Ford Cosworth.

## La pre-stagione

### Calendario
Le gare tornano a 12, con un'unica puntata fuori dai confini britannici, per il Gran Premio Lotteria di Monza.
| Gara | Nome                   | Circuito     | Giri | Lunghezza           | Data         |
| ---- | ---------------------- | ------------ | ---- | ------------------- | ------------ |
| 1    | International Gold Cup | Oulton       | 65   | 65×2,661=172,894 km | 4 aprile     |
| 2    | Evening News Trophy    | Brands Hatch | 40   | 40×4,206=168,237 km | 7 aprile     |
| 3    | International Trophy   | Silverstone  | 35   | 35×4,718=165,116 km | 20 aprile    |
| 4    | Sun Trophy             | Mallory Park | 75   | 75×2,172=162,911 km | 5 maggio     |
| 5    | Rivet Supply Trophy    | Thruxton     | 43   | 43×3,791=163,005 km | 26 maggio    |
| 6    | Gran Premio Lotteria   | Monza        | 28   | 28×5,799=162,367 km | 29 giugno    |
| 7    | ATV Trophy             | Mallory      | 75   | 75×2,172=162,911 km | 27 luglio    |
| 8    | Anglia TV Trophy       | Snetterton   | 55   | 55×3,084=169,645 km | 10 agosto    |
| 9    | Pace Petroleum Trophy  | Brands Hatch | 40   | 40×4,206=168,237 km | 25 agosto    |
| 10   | Radio Victory Trophy   | Thruxton     | 43   | 43×3,791=163,005 km | 7 settembre  |
| 11   | Daily Express Trophy   | Oulton Park  | 65   | 65×2,661=172,984 km | 20 settembre |
| 12   | Pentax Trophy          | Silverstone  | 35   | 35×4,718=165,116 km | 5 ottobre    |

## Riassunto della stagione
Lo spagnolo Emilio de Villota vince, abbastanza facilmente, la terza edizione del campionato. L'unico che lo impegna, almeno in prova, è il cileno Eliseo Salazar, anche lui al volante di una Williams, ma che in gara è spesso vittima di ritiri.
La vittoria della sudafricana Desiré Wilson a Brands Hatch, il 7 aprile, nellEvening News Trophy rappresenta la prima vittoria, e finora unica, per una donna in una gara con vetture di Formula 1. Va a punti anche la britannica Divina Galica. La vittoria di Jim Crawford, a Oulton, il 20 settembre nel Radio Victory Trophy avviene con una vettura di F2.
Ancora buona la prestazione di Giacomo Agostini, che conquista il quinto posto finale con ben quattro terzi posti.

## Risultati e classifiche

### Gare
| Gara | Circuito     | Pole Position     | GPV               | Vincitore         | Vettura                |
| ---- | ------------ | ----------------- | ----------------- | ----------------- | ---------------------- |
| 1    | Oulton       | Emilio de Villota | Emilio de Villota | Guy Edwards       | Arrows-Ford Cosworth   |
| 2    | Brands Hatch | Emilio de Villota | Desiré Wilson     | Desiré Wilson     | Wolf-Ford Cosworth     |
| 3    | Silverstone  | Eliseo Salazar    | Eliseo Salazar    | Eliseo Salazar    | Williams-Ford Cosworth |
| 4    | Mallory Park | Eliseo Salazar    | Eliseo Salazar    | Emilio de Villota | Williams-Ford Cosworth |
| 5    | Thruxton     | Eliseo Salazar    | Desiré Wilson     | Eliseo Salazar    | Williams-Ford Cosworth |
| 6    | Monza        | Emilio de Villota | Guy Edwards       | Emilio de Villota | Williams-Ford Cosworth |
| 7    | Mallory      | Emilio de Villota | Guy Edwards       | Emilio de Villota | Williams-Ford Cosworth |
| 8    | Snetterton   | Eliseo Salazar    | Eliseo Salazar    | Guy Edwards       | Arrows-Ford Cosworth   |
| 9    | Brands Hatch | Emilio de Villota | Emilio de Villota | Emilio de Villota | Williams-Ford Cosworth |
| 10   | Thruxton     | Eliseo Salazar    | Eliseo Salazar    | Emilio de Villota | Williams-Ford Cosworth |
| 11   | Oulton Park  | Eliseo Salazar    | Guy Edwards       | Jim Crawford      | Chevron-Ford           |
| 12   | Silverstone  | Emilio de Villota | Emilio de Villota | Emilio de Villota | Williams-Ford Cosworth |

### Classifica Piloti
I punti vengono assegnati secondo lo schema seguente:
| Sistema di punteggio | Sistema di punteggio | Sistema di punteggio | Sistema di punteggio | Sistema di punteggio | Sistema di punteggio | Sistema di punteggio | Sistema di punteggio | Sistema di punteggio |
| Posizione            | 1º                   | 2º                   | 3º                   | 4º                   | 5º                   | 6º                   | PP                   | GPV                  |
| -------------------- | -------------------- | -------------------- | -------------------- | -------------------- | -------------------- | -------------------- | -------------------- | -------------------- |
| Punti                | 9                    | 6                    | 4                    | 3                    | 2                    | 1                    | 2                    | 1                    |

| Pos | Pilota                 | IGC | ENT | INT | SUN | RST | LOT | ATV | ANG | PAP | VIC | DEX | PEN | Punti |
| --- | ---------------------- | --- | --- | --- | --- | --- | --- | --- | --- | --- | --- | --- | --- | ----- |
| 1   | Emilio de Villota      | 2   | Rit | 2   | 1   | 5   | 1   | 1   | 3   | 1   | 2   | Rit | 1   | 85    |
| 2   | Eliseo Salazar         | Rit | 3   | 1   | Rit | 1   | Rit | 7   | 2   | Rit | 1   | Rit | Rit | 52    |
| 3   | Guy Edwards            | 1   | Rit | 4   | Rit | 3   | 2   | 2   | 1   | 5   | Rit | 4   | 2   | 51    |
| 4   | Jim Crawford           | 4   |     | 6   | 3   | 13  | Rit | 4   | 4   | 6   | Rit | 1   | 8   | 24    |
| 5   | Giacomo Agostini       |     | 4   | Rit |     | 4   | 3   |     | Rit | 3   | 3   |     | 3   | 22    |
| 6   | Desiré Wilson          | Rit | 1   | 8   | Rit | 2   |     | 3   |     |     |     |     |     | 21    |
| 7   | Norman Dickson         | Rit | 2   | Rit | 2   | 11† |     |     |     |     |     |     |     | 12    |
| 8   | Val Musetti            |     |     |     |     | 6   | 5   | Rit | 6   | 4   | Rit | 3   | 12  | 11    |
| 9   | Brian Robinson         | 5   | 6   | Rit | 5   | 8   | 9   | 9   | 8   | 9   | 4   | 5   | 10  | 10    |
| 10  | Kim Mather             | Rit |     | 7   | Rit | Rit |     | 8   | 7   | Rit | 6   | 2   | 6   | 8     |
| 11  | Kevin Cogan            |     |     | 5   | Rit |     | Rit | Rit | Rit | 2   |     |     |     | 8     |
| 12  | Ray Mallock            | 3   |     | 3   |     | Rit |     |     |     | Rit | Rit |     | Rit | 8     |
| 13  | Warren Booth           | 7   |     | 10  | 4   | 12  | Rit | Rit | 9   |     | 5   | Rit | 13  | 5     |
| 14  | Gimax                  |     |     |     |     | Rit | 4   |     |     |     |     |     |     | 3     |
| 14  | Mike Wilds             |     |     |     |     |     |     |     |     |     |     |     | 4   | 3     |
| 16  | Paul Smith             |     |     |     |     |     |     | 6   |     | 7   | Rit |     | 5   | 3     |
| 17  | Robin Smith            |     |     |     |     |     | 6   | 5   |     | 8   |     |     |     | 3     |
| 18  | Tony Dean              | 6   | 5   | 9   | Rit |     |     |     |     |     |     |     |     | 3     |
| 19  | Leon Walger            |     |     |     |     |     | 8   | 10  | 5   | NC  |     | Rit | NC  | 2     |
| 20  | Divina Galica          |     |     |     |     |     |     |     |     |     |     | 6   | 9   | 1     |
| 21  | Bob Howlings           | NC  | Rit | 11  | 6   | Rit |     |     |     |     |     | Rit | NC  | 1     |
| 22  | Ron Harper             |     |     |     | 7   |     | Rit |     |     |     |     |     | 15  | 0     |
| 23  | Vivien Candy           |     |     |     | Rit | 7   |     |     |     |     |     |     |     | 0     |
| 24  | Guido Daccò            |     |     |     |     |     | 7   |     |     |     |     |     |     | 0     |
| 25  | Ricardo Londoño        |     |     |     |     |     |     |     |     |     |     |     | 7   | 0     |
| 26  | Paul Gibson            |     |     |     |     | 9   | Rit |     |     |     |     |     |     | 0     |
| 27  | Roy Baker              |     |     |     | NP  | 10  | NC  | 11  | NC  | Rit | NC  | Rit | 14  | 0     |
| 28  | Dennis Leech           |     |     |     |     |     |     |     |     |     |     |     | 11  | 0     |
| 29  | Tony Trimmer           |     |     |     | Rit | NP  |     |     | Rit | Rit | Rit |     |     | 0     |
| 30  | Geoff Lees             | Rit | Rit |     |     |     |     |     |     |     |     |     |     | 0     |
| 31  | Alberto Colombo        |     |     |     |     |     | Rit |     |     |     |     |     |     | 0     |
| 31  | Renzo Zorzi            |     |     |     |     |     | Rit |     |     |     |     |     |     | 0     |
| 31  | Gianfranco Brancatelli |     |     |     |     |     | Rit |     |     |     |     |     |     | 0     |
| 31  | John Lewis             |     |     |     |     |     |     |     |     |     |     |     | Rit | 0     |
| -   | Piercarlo Ghinzani     |     |     |     |     |     | NP  |     |     |     |     |     |     | -     |
| -   | Gianfranco Trombetti   |     |     |     |     |     | NP  |     |     |     |     |     |     | -     |
| -   | Terry Fisher           |     |     |     |     |     |     |     | NP  |     |     |     |     | -     |
| -   | Richard Jones          |     |     |     |     |     |     |     |     |     |     | NP  |     | -     |
| Pos | Pilota                 | IGC | ENT | INT | SUN | RST | LOT | ATV | ANG | PAP | VIC | DEX | PEN | Punti |

| Colore  | Risultati                                                         |
| ------- | ----------------------------------------------------------------- |
| Oro     | Vincitore                                                         |
| Argento | 2º posto                                                          |
| Bronzo  | 3º posto                                                          |
| Verde   | Finita, a punti                                                   |
| Blu     | Finita, senza punti Finita, non classificato (NC)                 |
| Viola   | Non finita (Rit)                                                  |
| Rosso   | Non qualificato (NQ) Non pre-qualificato (NPQ)                    |
| Nero    | Squalificato (SQ)                                                 |
| Bianco  | Non partito (NP)                                                  |
| Celeste | Disputa solo le prove (SP)                                        |
| Celeste | Iscritto alle prove libere - Terzo pilota (TP) - dal 2003 al 2006 |
| Vuoto   | Non prende parte alle prove (NPR)                                 |
| Vuoto   | Iscritto ma non presente, non arrivato (NA)                       |
| Vuoto   | Ritirato prima dell'evento (WD)                                   |
| Vuoto   | Infortunato (INF)                                                 |
| Vuoto   | Escluso (ES)                                                      |
| Vuoto   | Gara cancellata (C)                                               |